# Golge Nygren
Karl Golge Nygren, född 1908, död 1980 i Karlskoga, var en svensk socialdemokratisk politiker, kommunalråd i Karlskoga kommun.
Nygren var ordförande i drätselkammaren i Karlskoga kommun. I funktionen som kommunstyrelseordförande tog han första spadtaget vid byggnationen av K-center.